# Иран
Иран (на персийски: ایران, [ʔiˈɾɒn]), официално име: Ислямска република Иран (на персийски: جمهوری اسلامی ایران), наричана в миналото и Персия, е унитарна президентска република в Югозападна Азия. Граничи на запад с Ирак и Турция, на северозапад с Азербайджан и Армения, на север с Каспийско море, на североизток с Туркменистан, на изток с Афганистан и Пакистан, а на юг с Оманския залив и Персийския залив. Столица и най-голям град е Техеран.
Тя е 17-а в света по територия с площ 1 648 195 km². Населението ѝ е около 90 милиона души. Страната е смятана за регионална сила и има важно геополитическо значение със своето стратегическо разположение между Близкия изток, Централна Азия и Южна Азия и със значителните си запаси от нефт и природен газ. Столица на Иран е Техеран – най-големият град и най-важният политически, културен и стопански център в страната. Иран е мултикултурна страна с много етнически и езикови групи. Най-големи етнически групи са: перси (61%), азери (16%), кюрди (10%) и лури (6%).
Иран е център на една от най-древните цивилизации в света. Първата трайна държава на територията на днешен Иран е образуваното през XXVIII век пр.н.е. царство Елам. Ираноезичните мидийци създават своя империя в края на VII век пр.н.е. Те са наследени от иранската Персийска империя, елинистичната държава на Селевкидите и две последователни ирански държави – Партското и Сасанидското царство. В средата на VII век страната е завладяна от мюсюлманите и под властта на мюсюлманските владетели персийският език и култура се разпространяват в цялото Иранско плато и отвъд него в Централна Азия. Под властта на династии, като тези на Тахиридите, Сафаридите, Саманидите и Буидите, Иран се обособява като самостоятелна държава в рамките на Ислямския свят. Процъфтяващите иранска литература, философия, медицина, астрономия, математика и изкуство се превръщат в основен елемент на ислямската цивилизация.
Макар през следващите столетия Иран да попада под властта на чужди, главно тюркски и монголски династии, персийската култура продължава да играе важна роля, оказвайки силно влияние върху завоевателите – Газнавиди, Селджуци, Илханиди и Тимуриди. В началото на XVI век на власт се установява местната династия на Сефевидите, която налага като официална религия в страната шиитския клон на исляма. Персийската конституционна революция от 1906 година установява в страната конституционна монархия, последвана от няколко авторитарни режима. Ислямската революция от 1979 година превръща страната в теократична ислямска република.

## География
Иран е разположен в югозападна Азия и се простира между 24-тия и 40-ия северен паралел и 44-тия и 64-тия източен меридиан. С територията си от 1 648 195 km² страната се намира на 17-о място в света. Иран граничи със седем страни: на изток – Пакистан (909 km граница) и Афганистан (936 km), на североизток – Туркменистан (1000 km), на северозапад – Азербайджан (500 km) и Армения (35 km), на запад – Турция (500 km) и Ирак (Кюрдистан) (1458 km). Северната граница на Иран е Каспийско море – най-голямото езеро в света – с дължина на бреговата ивица 756 км. На юг Иран има 2045 км излаз на Персийския и Омански заливи. Двата залива са свързват чрез Ормузки проток, важен морски път със стратегическо значение.
С изключение на Каспийското крайбрежие и провинцията Хузестан преобладаващата част от територията на Иран е заета от Иранското плато. Иранския релеф като цяло е планински с десетки скалисти вериги и хребети, разделящи речни басейни и плата. Най-гъсто населени са планинските райони. От северозапад до югоизток се простира планинската верига Загрос. Планинската верига Алборз, която е по-къса и по-тясна от Загрос, обгражда Каспийското крайбрежие на Иран. Нейният най-висок връх Дамаванд с височина над 5600 м е и най-високата точка на Иран.
Съществена част от територията на Иран е покрита с пустини и полупустини. Такива са източните райони на страната, където се намира пустинята Дащ е Лут. Най-голямата пустиня Дащ е Кявир се разполага в централната част на северната половина на Иран. С изключение на няколко оазиса тези пустини са практически ненаселени.
Големите плодородни равнини на Иран са около Каспийското крайбрежие и северния край на Персийския залив, където е устието на р. Арванд (Shatt al-Arab). Покрай бреговете на Оманския залив, Ормузкия проток и южната част на Персийския залив се намират по-малки равнини.

### Климат
Климатът на Иран е разнообразен. За по-голямата част от територията е характерен ариден климат. В района на Каспийското крайбрежие и прилежащите северни горски масиви климатът е субтропичен. Тук през зимата температурите обикновено са положителни, а лятото рядко надвишават 29 °C. Средногодишните количества валежи са около 1700 мм в западните части на крайбрежието и 680 мм в източните. На запад, в планините на Загрос, зимите са тежки с обилни снеговалежи и средни денонощни температури под нула. Климатът в централните и източните части на Иран е сух с годишни валежи под 200 мм. Средните летни температури са над 38 °C. В равнините край Персийския и Омански заливи зимите са меки, а летата са много горещи и влажни. Средногодишните количества валежи варират между 135 и 355 мм.

### Растителен свят
53% от територията на Иран са заети от пустини, 27% са пасища и ливади, 9% са земеделски площи (75.620 кв. км се напояват), 11% са заети с гори.
Поради аридния характер на климата разпределението на растителността в Иран зависи от степента на влажност на територията и стопанската дейност на човека.
Каспийското крайбрежие е известно със своите непроходими субтропически гори, наричани Шомал. Северните, най-влажните склонове на Алборз са покрити с гъсти широколистни гори, предимно от дъб, габър, бук, клен и други. По северните и централните райони на Загрос се намираха големи горски масиви от дъб, но понастоящем в резултат на интензивен дърводобив те в значителна степен са унищожени. В посока юг горите постепенно се заменят с по-ниска растителност поради намаляването на количеството валежи. В тези райони се намират гори от шамфъстък и бадем. По южното крайбрежие на Иран растителността е субтропическа. Вътрешните райони на Иран практически са лишени от растителност поради липсата на валежи и солените почви.

### Животински свят
Животинският свят на Иран е богат на видове. За тяхното запазване са създадени около 30 защитени територии. Широко разпространение имат копитните животни (козирог, иранска сърна, планински овен уриал, муфлон, кулан, газела, диво прасе и др.). Разнообразни са хищниците (леопард, гепард, рис, манул, лисица, чакал, вълк, хиена, мангуста и др.). В планините се срещат кафява и черна мечка. Многобройни са дребните гризачи, птиците (каспийски улар, тупач, сив франколин, яребица, мишелов, бял щъркел, сив жерав, дропла и др.). В близост до планините Алборз и Загрос е ареалът на персийския леопард. По крайбрежията на Каспийско море и Персийския залив гнездят фламинго и пеликани. Тези райони са особено богати на водоплаващи птици. В крайбрежните води на Персийския залив се срещат зелени морски костенурки. Във водите на Каспийско море и Персийския залив има изобилие на ценни видове риба (есетра, моруна, херинга), както и на каспийски тюлени.

## История
Името Персия произлиза от Персис – древногръцката форма на Парс (или Фарс), област намираща се в югозападната част на страната, откъдето произлиза династията на Ахеменидите, създателите на Иран (Персийската империя). Името Иран произлиза от древноперсийското aryanam, означаващо „(земя) на арийците“ и е свързано с ранните миграции на арийци в този район. Персите винаги са наричали с това име своята държава и през 1935 г. го налагат на останалата част от света. Езика си обаче наричат Фарси (персийски), по името на областта, чийто диалект бил приет за държавен и литературен език.
Персия води няколко неуспешни войни с Древна Гърция, но Гърция не нанася съществен удар на Персия. Почти изцяло завладяна от Александър Велики през IV век пр.н.е., тя съвсем скоро възвръща своето величие, било основано Партското Царство, а през 226 година била създадена Империята на Сасанидите, която станала почти толкова голяма, колкото Първата Персийска Империя на Ахеменидите. Последвали победи от ислямските арабски войски през VII век, и през 651 година Империята на Сасанидите, която преди това била ослабена от гражданска война, паднала. След като Арабският халифат се превърнал в Аббасидски, Омаядите (бившите владетели на Арабския Халифат) създали своя държава в Испания. Така започнало разпадането на Аббасидския халифат. В резултат на това се образували независими арабски държави в Иран, които по-късно били завоювани от Селджукските турци. След разпадането на тяхната империя, Иран бил завоюван от монголите, при което губи значителна част от територията си. През 1499 година тюркските къзълбаши създали своя държава в Иран начело със Сафавидите, но въпреки че управниците говорели тюркски, по-голямата част от населението говорела персийски. Сафавидите възродили мощта на Персия, воювали с Османската Империя. Първият шахиншах (цар на царете) от тази династия Исмаил I наложил шиизма сред поданиците си. Следващите шахиншахове яростно насаждали шиизма и жестоко се разправяли с хората, изповядващи други религии. След смъртта на сина на Исмаил І – Тахмасп І в империята започнал упадък, но Аббас І възродил мощта на Персия и след победоносна война с Османската империя, присъединил към Персия градовете на Южна Месопотамия (Кувейт и Южен Ирак), а също така и подчинил част от Грузия. Сафадската Империя достигнала по негово време нов разцвет. Аббас преместил столицата в Исфахан. Също така Аббас направил много реформи, които дали повече права на обикновеното персийско население, след което в държавата се започнало съперничество между Персийския елемент и тюркския, който се съсредоточил предимно на териториите на днешен Азербайджан и Северен Иран (Ирански Азербайджан). Наследникът на Аббас – Сефи І бил слаб владетел и не съумял да запази завоеванията му. Обаче по време на управлението на Аббас ІІ отношенията между Персия и Турция се подобрили, а в Персия започнала да процъфтява търговията. Източният съсед на Персия – Бухарското Ханство постоянно се опитвал да завладее Хорасан и Герат. Затова източните граници на Персия били под напрежение. В началото на XVIII век в Афганистан се започнало въстание на Хотаки срещу персийското владичество, но в крайна сметка цялата персийска държава освен областта Мазандеран (която през 1723 година била временно присъединена към Русия) била цяла, след като новият управител от династията на Афшаридите – Надер-Шах победил Хотаки и възстановил Персия. През 1732 година върнал Мазандеран. По-късно завоювал Оман, части от Туркменистан и Грузия. По негово време Ислямска Персия достига най-големия си разцвет и най-голямото си териториално разширение. Също така Надер-Шах бил известен като жесток управител.
През 1747 година умира Надер-Шах. Персийската империя била разделена. В Афганистан шахиншахската титла била дадена на Ахмад Шах Дуррани, но никой не я́ признал. Така на изток от Персия завинаги се откъсва Афганистан, който тогава се е казвал Дуранийска империя. На северозапад се образува Азербайджан, който обхващал и днешните северозападни области на Иран. Мазандеран станал независим. Южен Иран попаднал под контрол на Зандите. Севера – на Каджарите. На североизток – Афшаридите. По-късно предводителят на Зандите – Керим-Хан обединява Персия, като завоюва териториите на днешен Иран и Азербайджан и приема титлата Векил, тоест повереник на формалния шах Исмаил ІІІ Сафавид, който фактически не управлявал, а само носил титлата. Новата столица на Персия става град Шираз. Въпреки че било отново обединено Персийското шахство, то вече не било толкова могъщо, колкото Персийската империя на Сафавидите и Надер-Шах и било по-малко по площ. След смъртта на Керим-Хан, зандите изгубват властта, а нови управници на Персия стават Каджарите. Техният първи владетел – Ага-Мухаммед бил жесток управител, който обичал да убива хората по най-жестоки начини. Приемникът му – Фетх-Али Шах, преместил столицата на Персийското шахство в Техеран. Той окончателно измества Сафавидите и приема тяхната титла „Шах“. Също така води няколко неуспешни войни с Русия и губи територията на днешен Азербайджан. По късно Персия изгубила последните си територии в днешен Туркменистан и границите и́ станали като днешните. През целия XIX век Персия е била под натиска на Русия и Великобритания и започнал процес на модернизация, който продължил до XX век. Той бил започнат от Насреддин шах. Кулминация на опитите за либерални реформи от този период е Персийската революция от 1905/1911. През 1953 г. иранският премиер Мохамед Мосадек, който е избран от парламента през 1923 и преизбран през 1944, и който заема премиерския пост до 1951, бива свален от власт от британските и американските разузнавателни служби (Операция „Аякс“). Много учени предполагат, че насилственото сваляне от власт е било мотивирано от британско-американското противопоставяне на опита на Мосадек да национализира иранския петрол.
След падането на Мосадек шах Мохамед Реза Пахлави (иранският монарх) увеличил още повече диктатурата. Със силна подкрепа от САЩ и Великобритания шахът още повече модернизирал иранската индустрия, но потъпкал гражданските свободи. Неговата автократична власт, включваща системни изтезания и други потъпквания на човешката свобода, довела до Иранската революция и сваляне на неговия режим през 1979. След повече от година политически борби между множество различни групи, Ислямската република е основана от аятолах Хомейни чрез гласуване.
Новата теократична политическа система въвежда няколко консервативни реформи. Западният свят все повече смятал Иран за враждебна сила.
През 1980 г. Ирак атакува Иран и последвала разрушителна ирано-иракска война, продължила до 1988 г.

## Население
Мнозинството от иранците произхождат от арийците и говорят един от иранските езици, въпреки че официален е само персийският. Макар че числото, процента, и определението на различните иранци е оспорвано, главните групи в категорията на иранските езици включват персийски (60%), гилянски и мазандерански (2%), кюрдски (7%), лурски (2%), белуджки (2%), азербайджански (24%), турски (2%), арабски (3%), арменски, еврейски, асирийски и други.
Етнически състав
- иранска група (над 40 народности):
  - перси – 60%
  - кюрди – 7%
  - лури – 2%
  - мазандерани
  - белуджи
  - бахтияри
- тюркска група (9 народа):
  - азербайджанци – 24%
  - туркмени – 2%
  - афшари
  - шахсевени
- араби – 3 %
- арменци
- асирийци
- хазари

Повечето иранци са мюсюлмани; 79% изповядват шиитски ислям, официалната национална религия, а около 5% изповядват сунитски ислям, който преобладава в повечето ислямски страни. Немюсюлманските религиозни малцинства включват Бахаити, зороастрианци, и християни – около 15%. Последните три са официално признати религии и имат запазени места в парламента.
Населението бързо нараства през втората половина на XX век и към началото на XX век е едно от най-младите в света.
Иран е една от седемте държави в света, в които атеизмът е незаконен и наказуем със смъртно наказание.

## Управление

### Държавно устройство
Иран е ислямска република, чиито законови уредби са съобразени с вижданията на ислямското право. Страната е пример за теокрация.
Според иранската Конституция Върховния водач на Иран носи отговорност за очертаването и ръководството на „общата политика на Ислямска Република Иран.“ При липса на единствен водач, се назначава съвет от религиозни водачи. Той назначава шестима от дванадесетимата членове на Съвета на настойниците. Той или съвета на религиозните водачи се избират от Събрание на експерти, на базата на техните квалификации и високата обществена оценка, която поддържат. След върховния водач, президентът на Иран е на най-висока длъжност в страната. Негова е отговорността за изпълнение на Конституцията и изпълнява длъжността на глава на изпълнителната власт. Според закона всички президентски кандидати трябва да се одобрят от Съвета на настойниците, след което президента се избира от универсално избиране за срок от 4 години с абсолютно мнозинство на гласовете. След неговото избиране президента назначава и ръководи Съвет от министри, съгласува правителствените решения и избира правителствени политици. Осем заместник-президента служат на президента, както и кабинет от 22 министри. Съвета на министрите трябва да бъде одобрен от парламента. За разлика от много други държави, изпълнителната власт в Иран не ръководи войсковите сили. Той също е главнокомандващ на войсковите сили и управлява разузнавателните и защитни операции на Ислямската Република; единствено той може да обяви война.
Еднокамерния ирански парламент, Ислямския съвещателен съвет или Маджлес-е Шура-йе Еслами (анг. транскрипция Majles-e Shura-ye Eslami), се състои от 290 члена, избирани за срок от 4 години. Членовете се избират директно и с тайно гласуване. Те изработват законите, ратифицират международните договори и приемат държавния бюджет. Всички закони от съвета трябва се прегледат от Съвета на настойниците.
Съветът на експертите, който се среща за седмица всяка година, се състои от 86 „целомъдрени и учени“ духовници, избирани от народа за период от 8 години. Както президентските и парламентарните избори, Съветът на настойниците определя качествата на тези, които трябва да членуват в този съвет. От ноември 2007 председател на съвета на експертите е Али Акбар Хашеми Рафсанджани.
Съветът на настойниците се състои от 12 юристи, шестима от които са назначени от Върховния водач. Главата на съдебната власт препоръчва останалите шестима, които се одобряват официално от Парламента.
Упълномощен е с властта да тълкува Конституцията и да определя дали законите, приети от Парламента, следват линията на шариа (ислямски закон). След това съветът може да упражни вето спрямо Парламента. Ако един закон, приет от Парламента, е определен за несъвместим с Конституцията или шариа, той се изпраща обратно в Парламента за преразглеждане.
Съветът също така проучва президентските и парламентарни кандидати, за да определи тяхната годност за заемане на длъжността.
Създаден от Аятолах Хомейни през 1988 г., Опортюнисткият съвет е упълномощен да посредничи в дебатите между Парламента и Съвета на настойниците. Понастоящем, според Конституцията Опортюнисткия съвет служи за съвещателно тяло на Върховния водач, което го прави едно от най-могъщите правителствени тела в страната.
Главата на съдебната власт се назначава от Върховния водач, който поред назначава главата на Върховния съд и главния държавен прокурор.
Обществените съдилища се занимават с граждански и криминални дела. Има също революционни съдилища, които се опитват да определят категориите престъпления, включително престъпления срещу националната сигурност, контрабанда на наркотици и действия, които подкопават Ислямската република. Присъдите, дадени в революционните съдилища са окончателни и не могат да бъдат обжалвани.
Постановленията на Специалния клерикален съд, чийто функции са независими от нормалната съдебна рамка и е подчинен само на Върховния водач, също са окончателни и не могат да бъдат обжалвани.

### Административно деление

#### Провинции
Адмистративната структура на Иран е на 4 нива. Основната административна единица е провинция. Тя се нарича остан (на персийски: استان – ostān; мн.ч. – استانﻫﺎ – ostānhā) и на свой ред се състои от области – шахрестани (на персийски: شهرستان). Те се делят на още две нива – бахш (на персийски: بخش) и дехестан (на персийски: دهستان). Бахш може да се разглежда като еквивалент на българската община. Дехестан представлява конгломерат от села.
При сегашното деление Иран има 31 провинции.
1. Техеран
2. Кум
3. Маркази
4. Казвин
5. Гилян
6. Ардабил
7. Занджан
8. Източен Азербайджан
9. Западен Азербайджан
10. Кюрдестан
11. Хамадан
12. Керманшах
13. Илам
14. Лурестан
15. Хузестан
16. Чахар Махал и Бахтияри
17. Кохгилюе и Бойер Ахмед
18. Бушер
19. Фарс
20. Хормозган
21. Систан и Белуджистан
22. Керман
23. Язд
24. Исфахан
25. Семнан
26. Мазандаран
27. Голестан
28. Северен Хорасан
29. Разави Хорасан
30. Южен Хорасан
31. Алборз

Адмистративното деление на Иран се променя значително през годините. До 1950 г. Иран е разделен на 12 провинции. През 1950 г. броят им е намален на 10. В периода между 1960 до 1981 гг. броят на провинциите се увеличава на 28. През 2004 г. Хорасан е разделен на три провинции, а северозападната част на провинция Техеран се оформя в отделна провинция Алборз.

#### Градове
Иран е бързо урбанизираща се държава. Съгласно данните от националното преброяване през 2011 г. броят на градовете е 1331, 8 града са с население над 1 млн., а процентът на градското население е 71%. Най-големия град на Иран е столицата Техеран, който е индустриален и транспортен център на страната. Вторият по големина град е Машхад, един от светите градове на шиитите. Исфахан, трети по брой на население, е известен със своите културно-исторически паметници.
- تهران
Техеран
Площад Азади
- مشهد
Машхад
Храм Имам Реза
- اصفهان
Исфахан
Дворец Чехел-Сотун
- شیراز
Шираз
Ботаническата градина
- اهواز
Ахваз
Мост през р. Карун
- کرمانشاه
Керманшах
Площад Фердоуси
- کرمان
Керман
Замъкът на Керман

### Външна политика
Външните отношения на Иран се основават на два стратегически принципа: премахване на външните влияния в региона и търсене на широки дипломатически контакти с развиващите се и необвързани страни. Иран поддържа дипломатически отношения с почти всички членки на Организацията на обединените нации, с изключение на Израел (който Иран не признава) и САЩ (от иранската революция насам). От 2005 година насам иранската ядрена програма е обект на спорове със страните от западния свят заради подозренията, че Иран може да отклони цивилни ядрени технология за военни цели. Тези опасения принуждават Съвета за сигурност на ООН да наложи санкции срещу страната и на определени компании, свързани с тази програма, като по този начин да се задълбочава икономическата изолация на Иран на международната сцена. Директорът на Националното разузнаване на САЩ заяви през февруари 2009 г., че Иран не би бил в състояние да се сдобие с ядрено оръжие до 2013 г. в случай, че реши да разработи такова.
През юни 2013 г., след проведени избори за нов президент на старата, преминали при висока избирателна активност (около 80%), е избран реформистът Хасан Рохани. Счита се, че по ядрените въпроси той ще води политика на стопляне на отношенията със запада.

### Въоръжени сили
Въоръжените сили на Иран се състоят от Сухопътни войски, Военновъздушни сили, Военноморски сили и Корпус на Ислямската революционна гвардия с обща численост около 545 000 души, както и сили от резерва 350 000 резерв сила, което представлява редовна военна сила от 900 000 души. Към тях се прибавя и въоръжена паравоенна милиция, наречена „Басидж“, която включва около 90 000 униформени войници в състава на революционната гвардия и до 11 милиона мъже и жени членове на организацията из цялата страна. Иран има способността бързо да мобилизира 1 000 000 души. През 2007, военните разходи на Иран са в размер на 2,6% от БВП или 102 щ.д. на глава от населението, най-ниската цифра от всички нации в Персийския залив. Военната доктрина на страната се основава на възпирането.
За да преодолее чуждестранното оръжейно ембарго, от иранската революция насам страната е разработила свой собствен военнопромишлен комплекс, произвеждащ танкове, бронетранспортьори, управляеми ракети, подводници, военни кораби, ракетни разрушители, радарни системи, хеликоптери и изтребители. През последните години, официалните новини подчертават разработването на ракети като Хуут, Коусар, Зелзал, Фатех-110, Шахаб-3 и Саджджил, както и богата гама от безпилотни летателни апарати. Фаджр-3 към момента е най-усъвършенствата балистична ракета на Иран, способна да носи до три отделни бойни глави на разстояние 2500 километра.

## Икономика
Иранската икономика е 18-ата най-голяма в света по отношение на Брутен вътрешен продукт (ППС). Тя представлява съвкупност от централно планиране, държавно притежание на петролни и други стратегически предприятия, селско стопанство и малки частни предприятия в областта на търговията и услугите. Стопанската инфраструктура постепенно се подобрява в последните години, но продължава да страда от висока инфлация и безработица. В началото на XXI век секторът на услугите продължава да има най-голям принос към формирането на БВП, следван от промишлеността (добив и производства) и земеделието. През 2006 година 45% от държавния бюджет се попълва от петролни и газови приходи, а 31% от данъци и такси. ООН класифицира иранската икономика като полуразвита. Иран се надява да привлече милиарди долари от чуждестранни инвеститори чрез създаване на по-покровителствен инвестиционен климат (т.е., намаляване на ограниченията и митата по вноса, създавайки свободни търговски зони).
Реалът е иранската официална валута. Големият петролен пазар през 1996 помогна при финансовите затруднения на Иран и позволи на Техеран да плати своевременно дълговите сметки. Финансовата ситуация в Иран се затяга през 1997 г., заради ниските цени на петрола. Последващото повишаване на цената на петрола през 1999/2000 позволи на Иран да си поеме въздух. Иранските бюджетни дефицити са хроничен проблем, до известна степен поради високите държавни субсидии – общо около 4,7 милиарда щатски долара на година – включително хранителни продукти и особено бензин.
Обслужващият сектор, изглежда, има най-големия дългосрочен растеж от гледна точка на неговия дял в БНП, но секторът продължава да е непостоянен. Държавната инвестиция подпомага земеделието, обаче с либерализация на продукцията и разрастване на износните пазари. Обширните напоителни проекти, заедно с по-обширната продукция на износни земеделски продукти като фурми, цветя и шамфъстък, породиха най-бързия икономически ръст в Иран през 90-те години. Земеделието продължава да бъде един от най-големите работодатели – 22% от всички работни места според статистическо преброяване през 1991.
Годишно страната се посещава от 750 хил. туристи.
Иран е на 2-ро място по добив на нефт в ОПЕК, държи 10% от световните нефтени запаси (на 3-то място). Той е на 2-ро място по запаси от природен газ в света (след Русия). Има потенциала да се превърне в енергийна суперсила Въпреки това през 2005 година Иран внася рафинирани горива на стойност 4 млрд. щ.д. заради контрабанда и неефективно разпределяне на вътрешния пазар. Петролната индустрия произвежда средно 4 милиона барела (640 000 m3/ден) през 2005, сравнено с 6 милиона барела на ден през 1974 година. Промишлената инфраструктура става все по-неефективна заради остаряване.
Към 2004 година голяма част от газовите запаси на Иран остават неразработени. Около 75% от електроенергията, произвеждана в страната (33 000 мегавата мощности), идва от електроцентрали, работещи с природен газ. Останалите 18% идват от нефт, и около 7% – от ВЕЦ. Иран строи също така слънчеви, вятърни и геотермални електроцентрали.
Бързият растеж на населението и икономиката са причина потреблението на електроенергия да се увеличава средно с 8% на година. Правителството се стреми да задоволява тези нужди чрез строителството на нови газови ТЕЦ, както и на АЕЦ. Първата атомна електроцентрала в Иран и Близкия изток – АЕЦ Бушер, е официално открита през август 2010 година и е включена към националната електропреносна мрежа през 2011.
През последните години САЩ наложиха поредица от санкции, засягащи търговията, кредитирането и инвестициите в Иран. От началото на 2012 г. са в сила ограничения за износа на петрол до 1 млн. барела дневно. На 24 ноември бе договорено облекчаване на част от санкциите и достъп до петролните авоари на Иран в замяна на замразяване на ядрената му програма.

## Култура
- Списък на иранци
- Иранска музика
- Най-висока степен на образование в Иран
- Списък на университетите в Иран
- Исляма в Иран
- Иранската архитектура